# Gooik
Gooik és un municipi belga de la província de Brabant Flamenc a la regió de Flandes. Està compost per les seccions de Gooik, Kester, Leerbeek i Oetingen.